# 汉朝外戚
汉朝外戚，即汉朝皇帝的母族、妻族，在皇权加强的背景下，由于同姓宗室贵族拥有皇位继承权，而不被皇帝信任，所以汉朝皇帝多重用外戚。在西汉和东汉都曾出现外戚执政的局面。

## 汉朝主要外戚

### 西漢
- 吕氏（汉高帝妻族、汉惠帝母族）：吕雉、吕产、吕台、吕禄
- 薄氏（汉文帝母族）：薄姬、薄昭
- 窦氏（汉文帝妻族、汉景帝母族）：窦漪房、窦长君、窦广国、窦婴
- 王氏（汉景帝妻族、汉武帝母族）：王娡、田蚡
- 卫氏（汉武帝妻族）：卫子夫、卫青、霍去病
- 李氏（汉武帝妻族）：李夫人、李延年、李广利
- 上官氏（汉昭帝妻族）：上官皇后、上官桀、上官安
- 霍氏（汉宣帝妻族）：霍成君、霍光、霍禹、霍山
- 史氏（汉宣帝祖母族）：史良娣、史高、史丹
- 王氏（漢宣帝母族）：王翁須、王商
- 许氏（汉宣帝妻族、汉元帝母族）：许平君、许广汉、许延寿、许嘉
- 王氏（汉元帝妻族、汉成帝母族）：王政君、王凤、王根、王莽
- 傅氏（汉哀帝祖母族）：傅太后、傅喜
- 丁氏（汉哀帝母族）：丁姬、丁明

### 東漢
- 竇氏（汉章帝妻族）：章德窦皇后、窦宪
- 邓氏（汉和帝妻族）：邓绥、邓骘
- 阎氏（汉安帝妻族）：阎姬、阎显
- 梁氏（汉顺帝妻族）：梁妠、梁商、梁冀
- 竇氏（汉桓帝妻族）：窦妙、竇武
- 董氏（汉灵帝母族）：董太后、董重
- 何氏（汉灵帝妻族、東汉后少帝母族）：何皇后、何进